# Spay (Francja)
Spay – miejscowość i gmina we Francji, w regionie Kraj Loary, w departamencie Sarthe.
Według danych na rok 1990 gminę zamieszkiwały 2 314 osoby, a gęstość zaludnienia wynosiła 163 osób/km² (wśród 1504 gmin Kraju Loary Spay plasuje się na 238. miejscu pod względem liczby ludności, natomiast pod względem powierzchni na miejscu 817.).